# 瓦西莱瓦胡塔

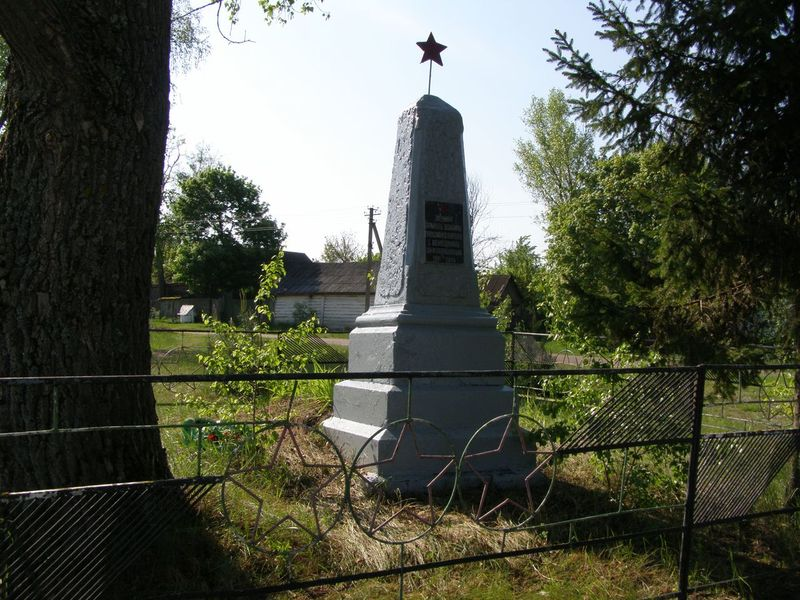
烈士纪念碑

51°17′19″N 30°42′24″E / 51.28861°N 30.70667°E
瓦西莱瓦胡塔（烏克蘭語：Василева Гута），是烏克蘭北部切爾尼希夫州切爾尼希夫區洪恰里夫斯凯市镇的村落。始建於1767年，面積0.86平方公里，海拔高度116米，2001年人口145，人口密度每平方公里168.21人。